# Campinadvärgtyrann
Campinadvärgtyrann (Zimmerius chicomendesi) är en nyligen beskriven fågelart i familjen tyranner inom ordningen tättingar.

## Utbredning
Campinadvärgtyrann förekommer sydcentrala Amazonområdet i Brasilien, mellan floderna Madeira och Aripuanã.

## Status
IUCN kategoriserar den som nära hotad.

## Namn
Fågelns vetenskapliga artnamn hedrar Francisco "Chico" Alves Mendes Filho (1944-1988), brasiliansk fackföreningsledare och miljöaktivist som mördades 1988.